# Демченко Олександр Іванович
Олекса́ндр Іва́нович Де́мченко — капітан Збройних сил України, учасник російсько-української війни.

## Нагороди
- За особисту мужність і героїзм, виявлені у захисті державного суверенітету та територіальної цілісності України, вірність військовій присязі під час російсько-української війни, відзначений —
- 21 жовтня 2014 року нагороджений орденом Богдана Хмельницького III ступеня
- 27 червня 2015 року — орденом Данила Галицького